# Predicatore degli esercizi spirituali alla Curia romana
Il predicatore degli esercizi spirituali alla Curia romana è colui che ha il compito di tenere le meditazioni nella settimana di esercizi spirituali all'inizio della Quaresima in presenza del papa, dei cardinali e dei vescovi della Curia romana.

## Storia
Fu papa Pio XI a dar inizio agli esercizi predicati alla Curia romana con l'enciclica Mens Nostra del 1929 in cui annuncia che annualmente si terrà in Vaticano un corso di esercizi spirituali. Inizialmente svoltisi in Avvento, dal 1963 per volere di papa Paolo VI furono spostati in Quaresima.
Alcuni anni non ebbero luogo: nel 1950 a motivo dell'anno santo Pio XII li rinviò a inizio 1951; nel 1962 Giovanni XXIII li sostituì con un ritiro personale per prepararsi all'apertura del Concilio Vaticano II; nel 1963 Paolo VI li ritenne un impedimento alla celebrazione della seconda sessione del Concilio e li trasferì a febbraio 1964, ossia all'inizio della Quaresima.
Papa Francesco spostò la sede degli esercizi ad Ariccia presso la Casa Divin Maestro dei Paolini. A partire dal 2021, inizialmente a causa della situazione pandemica, decise di non convocare gli esercizi spirituali comuni, invitando i membri della Curia a "provvedervi in modo personale".

## Predicatori
Di seguito l'elenco dei predicatori dal 1925 al 2020.
- Giovanni Oldrà, S.I. e Alessio Magni, S.I. (Italia), 1925
- Ludovico Cattaneo, O.SS.C.A., vescovo di Ascoli Piceno e Giustino Borgonovo, O.SS.C.A. (Italia), 1931
- Giuseppe Golia, S.I. e Antonio Savani, S.I. (Italia), 1932
- Carmine Cesarano, C.SS.R., arcivescovo-vescovo di Aversa, e Michele Mazzei, C.SS.R. (Italia), 1933
- Ottavio Marchetti, S.I. (Italia), 1934
- Galileo Venturini, S.I. (Italia), 1935
- Alessio Magni, S.I. (Italia), 1936
- Pietro Righini, S.I., direttore della Casa di Esercizi di San Mauro Torinese (Italia), 1937 lo
- Giuseppe Maria de Giovanni, S.I. (Italia), 1938
- Giuseppe Filograssi, S.I., professore di Sacra Scrittura e teologo (Italia), 1939
- Giuseppe Messina, S.I., professore presso il Pontificio Istituto Biblico (Italia), 1940
- Giustino Borgonovo, O.SS.C.A., presbitero (Italia), 1941
- Paolo Dezza, S.I., teologo rettore della Pontificia Università Gregoriana (Italia), 1942
- Ambrogio Fiocchi, S.I. (Italia), 1943
- Giuseppe Filograssi, S.I., professore di Sacra Scrittura e teologo (Italia), 1944
- Galileo Venturini, S.I. (Italia) 1945
- Giuseppe Massaruti, S.I. (Italia), 1946
- Galileo Venturini, S.I. (Italia), 1947
- Vittorio Genovesi, S.I. (Italia), 1948
- Luigi de Poletti, S.I. (Italia), 1949
- Pietro Righini, S.I. (Italia), posticipati e svolti a gennaio 1951 a motivo dell'Anno Santo del 1950
- Luigi Celebrini, S.I. (Italia), 1951
- Giuseppe Maria de Giovanni, S.I. (Italia), 1952
- Antonio Tucci, S.I., direttore della Casa di Esercizi di Galloro (Italia), 1953
- Luigi Ambruzzi, S.I. (Italia), 1954
- Maurice Flick, S.I., professore di teologia dogmatica presso la Pontificia Università Gregoriana, 1955
- Giorgio Lajacono, S.I. (Italia), 1956
- Anselmo Aru, S.I., direttore nazionale dell'Apostolato della Preghiera, (Italia), 1957
- Carlo Messori Roncaglia, S.I., teologo (Italia), 1958
- Giovanni Angrisani, vescovo di Casale Monferrato (Italia), 1959
- Pirro Scavizzi, parroco e confessore di Giovanni XXIII (Italia), 1960
- Ilarino da Milano, O.F.M.Cap., Predicatore della Casa Pontificia (Italia), 1961
- Bernhard Häring, C.SS.R., teologo (Germania), 1964
- Ambroise-Marie Carré, O.P., predicatore a Notre-Dame a Parigi (Francia), 1965
- Giuseppe Carraro, vescovo di Verona (Italia), 1966
- Paolo Dezza, S.I., teologo (Italia), 1967
- René Voillaume, P.F.J., sacerdote (Francia), 1968
- Gabriel M. Brasò, O.S.B., abate presidente dei benedettini sublacensi (Spagna), 1969
- Jacques Loew, O.P., iniziatore dell'esperimento dei preti operai (Francia), 1970
- Divo Barsotti, fondatore della Comunità dei figli di Dio (Italia), 1971
- Maurice Zundel, sacerdote (Svizzera), 1972
- Antonio María Javierre Ortas, S.D.B., rettore pontificia Università salesiana (Spagna), 1973
- Eduardo Francisco Pironio, vescovo di Mar del Plata e presidente del CELAM (Argentina), 1974
- Anastasio Alberto Ballestrero, O.C.D., arcivescovo di Bari e Canosa (Italia), 1975
- Karol Wojtyla, cardinale arcivescovo di Cracovia (Polonia), 1976
- Mariano Magrassi, O.S.B., abate benedettino (Italia), 1977
- Carlo Maria Martini, S.I., biblista, rettore del pontificio istituto Biblico (Italia), 1978
- Tullio Faustino Ossanna, O.F.M.Conv., professore di teologia morale (Italia), 1979
- Lucas Moreira Neves, O.P., vescovo ausiliare di San Paolo (Brasile), 1980
- Jerzy Ablewicz, vescovo di Tarnow (Polonia), 1981
- Stalislas Lyonnet, S.I., biblista (Francia), 1982
- Joseph Ratzinger, cardinale prefetto della Congregazione per la dottrina della fede (Germania), 1983
- Alexandre do Nascimento, cardinale arcivescovo di Lubango (Angola), 1984
- Achille Marie Joseph Glorieux, arcivescovo, nunzio emerito (Francia), 1985
- Egidio Viganò, S.D.B., rettore maggiore dei salesiani (Italia), 1986
- Peter Hans Kolvenbach, S.I., preposito generale dei gesuiti (Olanda), 1987
- James Aloysius Hickey, arcivescovo di Washington (Stati Uniti), 1988
- Giacomo Biffi, cardinale arcivescovo di Bologna (Italia), 1989
- Georges Marie Martin Cottier, O.P., teologo della casa pontificia (Svizzera), 1990
- Ersilio Tonini, arcivescovo emerito di Ravenna (Italia), 1991
- Ugo Poletti, cardinale, già vicario di Roma (Italia), 1992
- Jorge Medina Estévez, vescovo di Rancagua in Cile (Cile), 1993
- Giovanni Saldarini, biblista, cardinale arcivescovo di Torino (Italia), 1994
- Tomáš Špidlík, S.I. teologo (Moravia), 1995
- Christoph Schönborn, O.P., arcivescovo di Vienna (Austria), 1996
- Roger Etchegaray, cardinale presidente del  Pontificio consiglio della giustizia e della pace (Francia), 1997
- Ján Chryzostom Korec, S.I., cardinale, vescovo di Nitra (Slovacchia), 1998
- André-Joseph Léonard, vescovo di Namur (Belgio), 1999
- François-Xavier Nguyên Van Thuán, arcivescovo presidente del  Pontificio consiglio della giustizia e della pace (Vietnam), 2000
- Francis Eugene George, O.M.I., cardinale, arcivescovo di Chicago (U.S.A.), 2001
- Cláudio Hummes, O.F.M., arcivescovo di São Paulo (Brasile), 2002
- Angelo Comastri, arcivescovo prelato di Loreto (Italia), 2003
- Bruno Forte, teologo (Italia), 2004
- Renato Corti, vescovo di Novara (Italia), 2005
- Marco Cé, cardinale, patriarca emerito di Venezia (Italia), 2006
- Giacomo Biffi, cardinale, arcivescovo emerito di Bologna (Italia), 2007
- Albert Vanhoye, S.I., biblista, cardinale (Francia), 2008
- Francis Arinze, cardinale, prefetto emerito della Congregazione per il Culto Divino e la Disciplina dei Sacramenti (Nigeria), 2009
- Enrico dal Covolo, S.D.B., teologo (Italia), 2010
- François-Marie Léthel, O.C.D., teologo (Francia), 2011
- Laurent Monsengwo Pasinya, cardinale, arcivescovo di Kinshasa (Repubblica Democratica del Congo), 2012
- Gianfranco Ravasi, biblista, cardinale, presidente del Pontificio Consiglio della Cultura (Italia), 2013[3]
- Angelo De Donatis, parroco della basilica di San Marco Evangelista al Campidoglio a Roma (Italia), 2014, divenuto in seguito vicario generale di Sua Santità per la diocesi di Roma e cardinale
- Bruno Secondin, O.Carm., teologo (Italia), 2015[4]
- Ermes Ronchi, O.S.M., biblista (Italia), 2016[5]
- Giulio Michelini, O.F.M., biblista (Italia), 2017[6]
- José Tolentino Calaça de Mendonça, teologo e poeta (Portogallo), 2018
- Bernardo Gianni, O.S.B.Oliv., abate di San Miniato al Monte (Italia), 2019
- Pietro Bovati, S.I., biblista e segretario della Pontificia commissione biblica (Italia), 2020
- Roberto Pasolini, O.F.M, predicatore della casa Pontificia (Italia), 2025